# تورستن بينغتسون
تورستن بينغتسون (بالسويدية: Torsten Bengtson)‏ هو صحفي وسياسي سويدي، ولد في 10 يناير 1914 في هالمستاد في السويد، وتوفي في 4 مايو 1998. حزبياً، نشط في حزب الوسط السويدي. وقد انتخب عضو البرلمان السويدي ‏.